# Schwaaner SV
Der Schwaaner SV ist ein deutscher Mehrspartensportverein, der in der Mecklenburger Stadt Schwaan beheimatet ist. 

## Geschichte

### BSG Traktor
Der Schwaaner Sportverein e.V. ist Nachfolger der Betriebssportgemeinschaft (BSG) Traktor Schwaan, die 1948 als SG Schwaan gegründet wurde. Die BSG wurde insbesondere durch ihre Sektionen Fußball und Handball überregional bekannt. Während die Handball-Männermannschaft die größte Aufmerksamkeit durch die Teilnahme an der 1. Hauptrunde des DDR-weiten Handballpokal-Wettbewerb 1978/79 erregte, wurde die Fußballmannschaft durch ihr Auftreten in der Landesmeisterschaft von Mecklenburg-Vorpommern in der Saison 1946/47 bekannt. Nachdem der Klassenerhalt mit Platz acht unter zehn Mannschaften nicht geschafft werden konnte, spielten die Schwaaner Fußballer in der Bezirksklasse Mecklenburg, die ab 1950 nur noch viertklassig war. Als 1952 der DDR-Fußball ab 3. Liga auf die neue Bezirksebene umgestellt wurde, spielte Traktor Schwaan in der viertklassigen Bezirksklasse Schwerin. Die war von 1956 bis 1963 nach Einführung der II. DDR-Liga nur noch fünftklassig. 1963 musste die BSG Traktor aus der Bezirksklasse absteigen, in die sie erst 1965 für drei Spielzeiten zurückkehrte. Nach dem erneuten Abstieg 1968 verblieb Traktor Schwaan auf Kreisligenniveau. 
| Ligenübersicht 1946–1968 | Ligenübersicht 1946–1968             | Ligenübersicht 1946–1968 |
| ------------------------ | ------------------------------------ | ------------------------ |
| Zeitraum                 | Liga                                 | Klasse                   |
| 1946/47                  | Landesklasse Mecklenburg- Vorpommern | I                        |
| 1950–1952                | Bezirksklasse Mecklenburg            | IV                       |
| 1952–1955                | Bezirksklasse Schwerin               | IV                       |
| 1956–1963                | Bezirksklasse Schwerin               | V                        |
| 1963–1965                | Kreisklasse Bützow                   | V                        |
| 1965–1968                | Bezirksklasse Schwerin               | IV                       |

### Schwaaner SV
1990 brach infolge der wirtschaftlichen Veränderungen nach der politischen Wende das System der Betriebssportgemeinschaften zusammen. Daraufhin gründeten Mitglieder der bisherigen BSG Traktor den neuen eingetragenen Verein Schwaaner SV und die Schwaaner Eintracht. Die Schwaaner Eintracht beschränkte sich auf Fußball. Der Schwaaner SV bot in der Folge unter anderen die Wettkampfsportarten Badminton, Fußball, Handball, Tennis, Tischtennis und Volleyball an. Die größte Abteilung bilden mit über 120 Mitgliedern die Handballer. Die Männermannschaft spielte 2014/15 in der Handballliga Mecklenburg-Vorpommern. Die Fußballer sind nur noch Hobbykicker und spielen in der Schwaaner Freizeitliga.  